# Andrew Heffernan
Andrew David Heffernan (Hong Kong, 18 de junio de 1975) es un jinete neerlandés que compitió en la modalidad de concurso completo. Ganó una medalla de bronce en el Campeonato Mundial de Concurso Completo de 2014, en la prueba por equipos.

## Palmarés internacional
| Campeonato Mundial | Campeonato Mundial | Campeonato Mundial | Campeonato Mundial |
| Año                | Lugar              | Medalla            | Categoría          |
| ------------------ | ------------------ | ------------------ | ------------------ |
| 2014               | Caen (Francia)     | Medalla de bronce  | Por equipos        |